# Köthen (Anhalt)
Köthen (Anhalt) er administrationsby i Landkreises Anhalt-Bitterfeld i den tyske delstat Sachsen-Anhalt ca. 30 km nord for Halle.
Byen er kendt tilbage til 1100-tallet. Den var 1603–1847 residensby for fyrsterne (hertugerne fra 1807) i fyrstedømmet Anhalt-Köthen.
Komponisten Johann Sebastian Bach var hofkapelmester i Köthen 1717–23.

## Bydele og landsbyer
Følgende bydele og landsbyer hører til Köthen:
- Köthen
- Arensdorf
- Baasdorf
- Dohndorf
- Gahrendorf
- Hohsdorf
- Löbnitz an der Linde
- Merzien
- Wülknitz
- Zehringen